# Jože Slak
Jože Slak - Đoka, slovenski slikar, * 12. marec 1951, Jablan, † 23. avgust 2014, pri Jordankalu.

## Življenje in delo
V otroštvu je živel pri stari mami, ki ga je naučila marsičesa za življenje koristnega. Po osnovnem šolanju v Kopru, je odšel na Kemijsko srednjo šolo v Ljubljano in se nato vpisal na študij kemije, ki ga ni navdušil. Leta 1971 se je odločil za študij slikarstva na Akademiji za likovno umetnost  v Ljubljani, kjer je leta 1975 diplomiral pri profesorju Gabrijelu Stupici. V Ljubljani se mu ni uspelo vpisati na specialko. 
Eno leto je učil likovni pouk na osnovni šoli. Leta 1980 je odšel v ZDA, kjer se je preživljal kot mizar. Kmalu se je vrnil domov. Leta 1985 je za leto in pol odšel na Japonsko. V Kyotu je na Shiritsu Geijutsu Daigaku zaključil postdiplomski študij in se naučil japonščine. Prepotoval je Japonsko in se vrnil v Ljubljano. Tu si je leta in leta zaman trudil, da bi pridobil ustrezen atelje. Z muko je najemal popolnoma opustošene prostore, da je lahko slikal in razstavljal.
Nemirna in radovedna narava ga je gnala, da je z nenehnimi vprašanji vznemirjal vse okoli sebe. Pod vprašaj je postavljal našo celotno kulturo. V osebni drži je bil zelo gostoljuben, a na drugi strani boleče neposreden, poln smisla za humor in ironijo (roganje). Vse antagonizme svoje osebe je prelil v izjemen umetniški opus. Tudi svoje kemijsko znanje in mizarske spretnosti je vešče izkoriščal za nenavadne slikarske rešitve. Že na začetku osemdesetih let njegove slike izgubijo okvir, postanejo poljubnih oblik, kot si zamisli posamezno slikarsko kompozicijo. Na lesene plošče, ki jih svobodno oblikuje slika z akrilnimi barvami in nanje lepi različne ostanke življenja. Postopoma je razvil izviren način nanašanje barv in bleščečih najnovejših materialov na zamotano izrezljane lesene plošče. 
Mogoče je najizvirnejši in najbolj izrazit slovenski postmoderni slikar.
Avtobiografsko razmišljanje o ustarjanju in umetnosti je objavil v katalogu Jože slak RAZSTAVA, ki ga je predstavil na posebnem dogodku 2. decembra 1992 v Vili Katarina v Ljubljani. Uvodno poglavje je posvečeno stari mami.
Leta 1993 je imel veliko pregledno razstavo v Moderni galeriji Ljubljana z naslovom I DO IT MY WAY.
Leta 2007 je prejel Nagrado Prešernovega sklada za razstavo Slike za slepe  v Mali galeriji. Slepe slike so mu metafora za različne vrste slepot, od fizične do socialne in ideološke. 
Z družbeno kritiko nadaljuje leta 2012 z razstavo Kmetske slike v KiBeli, prostoru za umetnost MMC Kibla.
V zadnjih letih življenja je živel in delal v Jordankalu na Dolenjskem. Njegovo nemirno ustvarjalno in življenjsko pot je zaključilo nesrečno naključje. Posthumno pregledno razstavo so mu postavili v Galeriji Nova Gorica leta 2015.
Zapustil nam je s "holivudskimi bleščicami" prekrito podobo naše v duhovno noč pogreznjene civilizacije.
Njegov brat Franci Slak je bil režiser.

## Nagrade
- nagrada Zlata ptica, 1981
- Župančičeva nagrada, Ljubljana,1993
- nagrada Prešernovega sklada, Ljubljana, 2007